# Maldonit
Maldonit, veraltet auch als Wismuthgold bekannt, ist ein selten vorkommendes Mineral aus der Mineralklasse der „Sulfide und Sulfosalze“ mit der chemischen Zusammensetzung Au2Bi und besteht damit aus Gold und Bismut im Stoffmengenverhältnis 2 : 1. 
Maldonit kristallisiert im kubischen Kristallsystem und entwickelt massive Körner oder dünne Überzüge, häufig in Verwachsungen von Gold und Bismut von silbergrauer Farbe mit pinkfarbenen Farbstich an frischen Oberflächen.

## Etymologie und Geschichte
Das Mineral wurde erstmals 1869 von Georg Ulrich in der Typlokalität Nuggety Reef in Maldon im australischen Bundesstaat Victoria gefunden. Es ist nach dieser auch benannt.

## Klassifikation
In der Systematik nach Strunz wird Maldonit zu den Legierungen und legierungsartigen Verbindungen, einer Untergruppe der Sulfide und Sulfosalze gezählt. Nach der 8. Auflage bildet dabei zusammen mit Bezsmertnovit und Bilibinskit eine Gruppe. In der 9. Auflage bildet es eine eigene Untergruppe der Verbindungen von Halbmetallen mit Kupfer, Silber und Gold. 
In der Systematik nach Dana zählt es im Gegensatz zur Strunz-Systematik nicht zu den Sulfiden, sondern bildet eine eigene Untergruppe der metallischen Elemente außer den Platinmetallen.

## Kristallstruktur
Maldonit kristallisiert im kubischen Kristallsystem in der Raumgruppe Fd3m (Raumgruppen-Nr. 227) mit dem Gitterparameter a = 7,98 Å sowie acht Formeleinheiten pro Elementarzelle.

## Bildung und Fundorte
Maldonit bildet sich unter hydrothermalen Bedingungen in Gold-Quarz-Adern und Skarnen bei Temperaturen unter 373 °C. Es ist vergesellschaftet mit Gold, Bismut, Bismuthinit, Joséit, Arsenopyrit, Löllingit, Pyrit, Pyrrhotin, Chalkopyrit, Cubanit, Scheelit, Apatit, Siderit, Calcit und Quarz. 

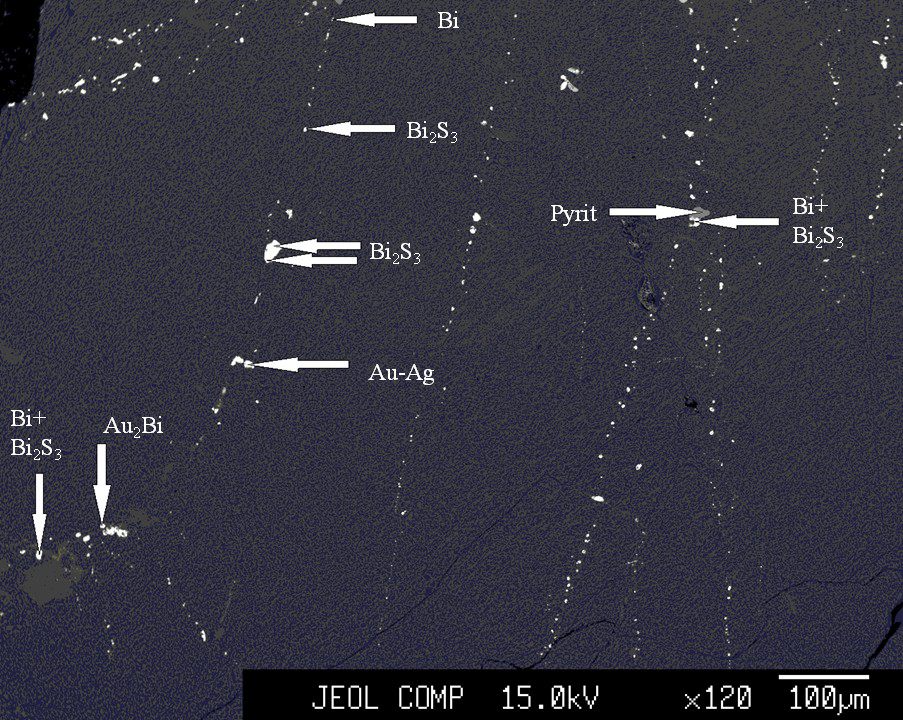
EMS-Aufnahme der Phasen Maldonit, Bismut, Bismuthinit, Pyrit und Au-Ag in Quarz aus der Goldmine Ädelfors. Auffällig ist die Anordnung in sog. Trails, vermutlich ehemalige Risse.

Neben der Typlokalität und weiteren Funden in Australien sind weitere Funde aus Mariana in Brasilien, Hedley in Kanada, Coyhaique in Chile, Tongling in China, Sušice und Humpolec in Tschechien, Schweden (Ädelfors), Finnland, Bonnac und Salsigne in Frankreich, Laurion in Griechenland, der Ōsumi-Halbinsel in Japan, dem hohen Atlas in Marokko, Karibib in Namibia, Radzimowice in Polen, Nucet in Rumänien, Russland, Rustenburg in Südafrika, den US-Bundesstaaten Alaska, Kalifornien, Idaho und North Carolina, sowie Harare und Masvingo in Simbabwe.